# Dąbrowa-Kaski
Dąbrowa-Kaski – wieś w Polsce położona w województwie podlaskim, w powiecie wysokomazowieckim, w gminie Szepietowo.
Zaścianek szlachecki Kaski należący do okolicy zaściankowej Dąbrowa położony był w drugiej połowie XVII wieku w ziemi drohickiej województwa podlaskiego. W latach 1975–1998 miejscowość administracyjnie należała do województwa łomżyńskiego.
Wierni kościoła rzymskokatolickiego należą do parafii św. Stanisława Biskupa i Męczennika w Dąbrowie Wielkiej.

## Historia
W roku 1674 we wsi było 11 drobnoszlacheckich, ubogich gospodarstw. Mieszkali tu: Dąbrowscy, Skibniewski, Żebrowski i Borowski. 12 IX 1745 roku wymieniono w źródłach osiemdziesięcioletnią Małgorzatę Godlewską, niegdyś żonę Karola Biedrzyckiego.
W XIX w. miejscowość tworzyła tzw. okolicę szlachecką Dąbrowa w powiecie mazowieckim, gmina Szepietowo, parafia Dąbrowa Wielka
.
W roku 1827 w skład okolicy wchodziły:
- Dąbrowa-Bybytki, 9 domów i 66 mieszkańców. Folwark Bybytki z przyległymi w Łazach i Nowejwsi o powierzchni 324 morgów
- Dąbrowa-Cherubiny, 17 domów i 95 mieszkańców
- Dąbrowa-Gogole, 14 domów i 71 mieszkańców
- Dąbrowa-Kity, 3 domy i 23 mieszkańców
- Dąbrowa-Łazy, 29 domów i 170 mieszkańców
- Dąbrowa-Michałki, 21 domów i 125 mieszkańców
- Dąbrowa-Moczydły, 24 domy i 149 mieszkańców
- Dąbrowa-Nowawieś
- Dąbrowa-Szatanki, 98 domów i 60 mieszkańców
- Dąbrowa-Tworki, 6 domów i 46 mieszkańców
- Dąbrowa-Wielka
- Dąbrowa-Dołęgi, 28 domów i 139 mieszkańców
- Dąbrowa-Rawki, 17 domów i 127 mieszkańców (współcześnie nie istnieje)
- Dąbrowa-Zgniła, parafia Jabłonka, 31 domów i 150 mieszkańców (obecnie nie istnieje){{r}SgKP}}.

Współcześnie istnieją również:
- Dąbrowa-Kaski
- Dąbrowa-Wilki
- Dąbrowa-Zabłotne

W roku 1921 naliczono tu 23 budynki z przeznaczeniem mieszkalnym oraz 123 mieszkańców (57 mężczyzn i 66 kobiet). Wszyscy podali narodowość polską.

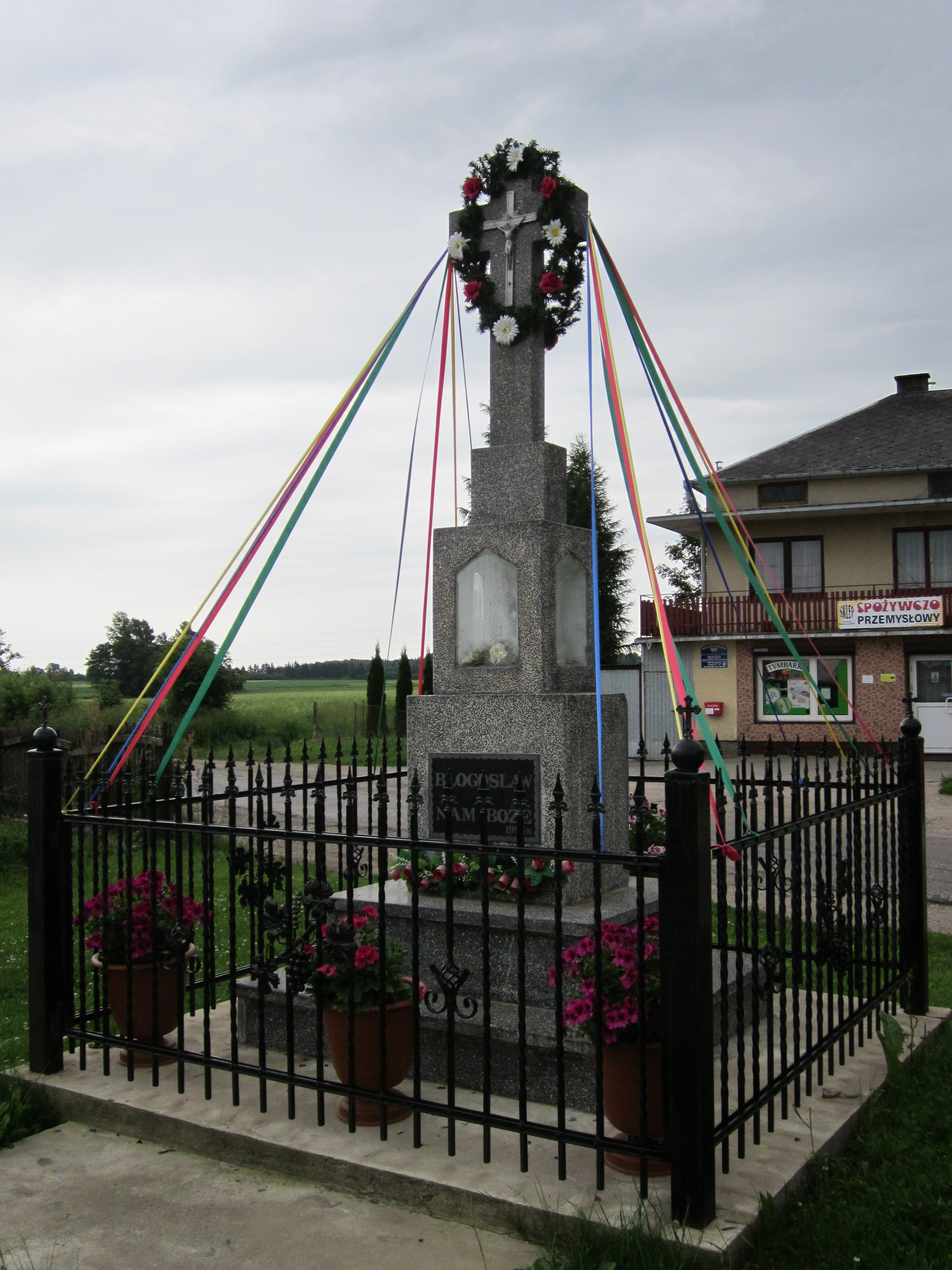
Kapliczka przydrożna